# Ernest Olivier
Joseph Ernest Olivier, född 6 januari 1844 i Moulins, Allier, död där 26 januari 1914, var en fransk entomolog och botaniker. Han var särskilt uppmärksammad för sin forskning kring lysmaskar (Lampyridae).
Auktorsnamnet E.Olivier kan användas för Ernest Olivier i samband med ett vetenskapligt namn inom botaniken; se Wikipediaartiklar som länkar till auktorsnamnet.